# Harry Foster (Fußballspieler, 1898)
Harry Foster (* 20. März 1898 in Rochdale; † 1980) war ein englischer Fußballspieler.

## Karriere
Der Amateurspieler kam im Frühjahr 1922 vom lokalen Klub Sudden Villa, der in der Rochdale Amateur Football League antrat, zum AFC Rochdale. Kurz zuvor hatte bei Rochdale bereits sein Sudden-Villa-Mannschaftskamerad George Hoyle auf der Mittelstürmerposition debütiert. Foster kam Anfang März 1922 auf Rechtsaußen in den beiden Ligaspielen der Football League Third Division North gegen den AFC Barrow an der Seite Hoyles zum Einsatz. Beide Partien gingen mit 0:1 verloren, wobei ihm bei seinem Debüt von der Athletic News bescheinigt wurde „einen guten Eindruck“ gemacht zu haben. Foster verschwand alsbald wieder im Amateurfußball; der AFC Rochdale beendete seine Premierensaison in der Football League derweil auf dem letzten Tabellenrang.